# 蒂科钦大屠杀
蒂科钦大屠杀是1941年8月25日发生在波兰蒂科钦的屠杀犹太人事件。在屠杀事件中，该镇的犹太居民被德国别动支队杀害。 

## 背景
苏联和德国入侵波兰期间，蒂科钦镇依据两国间的秘密协定（《莫洛托夫-里宾特洛甫条约》）由纳粹德国征服。1939年9月底，根据《德苏边界与友谊条约》，蒂科钦镇被纳粹转移到苏联管辖。1941年6月，德国人在巴巴罗萨行动中重新占领了该镇。
德国人最初绕过了这座城镇；隶属于国家民主运动（Endecja）的当地波兰人在战争之前就已经组织抵制犹太人，到了战争时期则开始有计划地劫掠该镇的犹太人的家园。
根据幸存者梅纳赫姆·图雷克（Menachem Turek）的证词，德国人安排了了当地德裔扬·费比希（Jan Fibich）担任市长。在埃德蒙·维什涅夫斯基（Edmund Wiśniewski）的帮助下，费比希准备了一份犹太共产主义者嫌疑犯名单，其中包括几乎所有的犹太青年。

## 屠杀

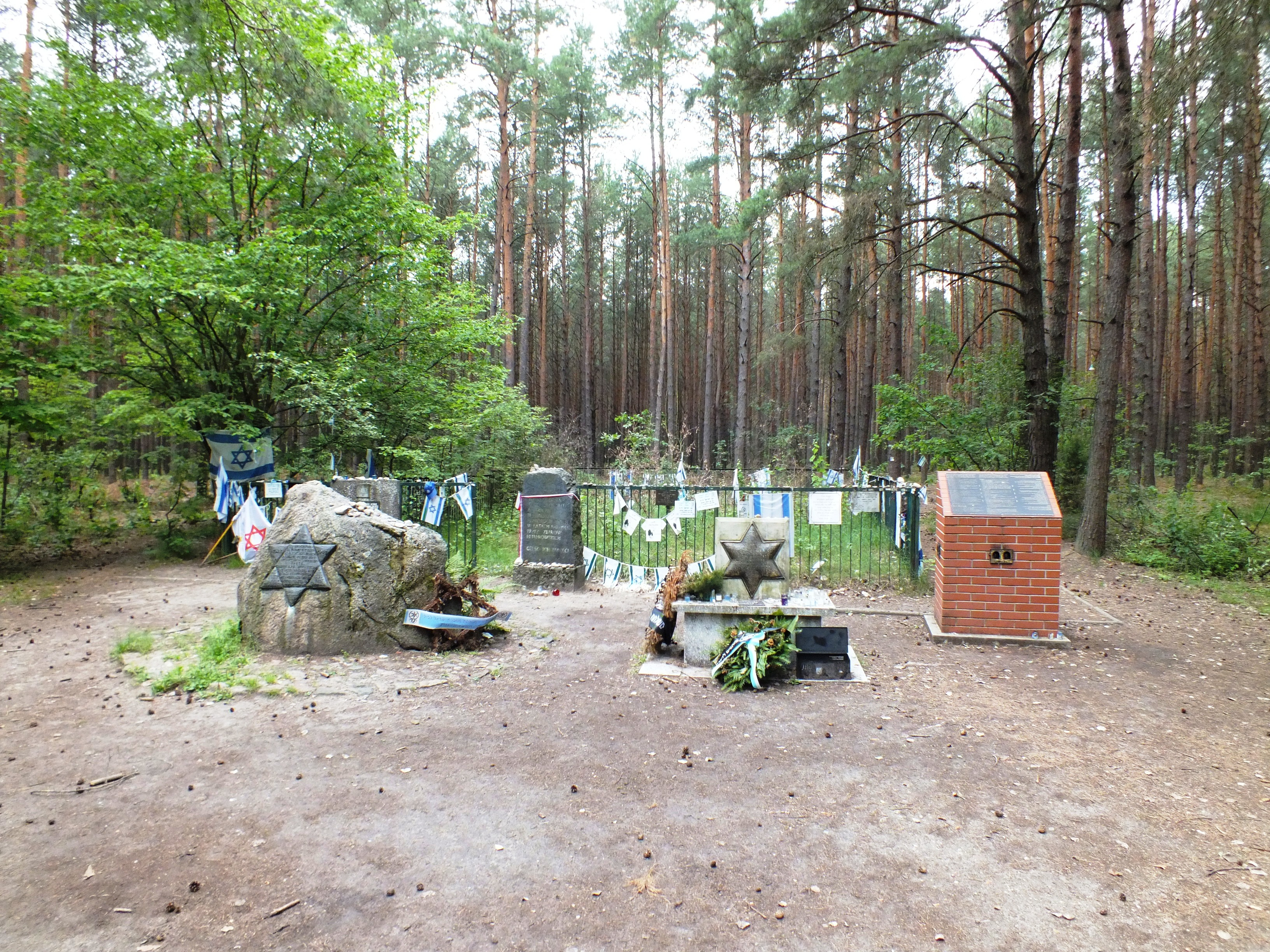
蒂科钦犹太人的乱葬坑，位于沃普货沃森林中的屠杀执行地点。该乱葬坑被加以标记，并立有纪念碑纪念大屠杀。

8月24日早晨，德国人宣布蒂科钦镇的犹太人须在第二天到镇广场报到。蒂科钦镇当时有大约1,400名犹太人。8月25日，在波兰警方的帮助下，德国人在广场上围捕了犹太人。为了安抚人群，德国人告诉犹太人他们将被运往比亚韦斯托克隔都。然而实际上，德国人将这些犹太人带到附近的一个村庄，然后用卡车运到沃普霍沃森林的大坑，在那里杀害犹太人。8月25日没有到场的犹太老年人、体弱者和其他人共计有700人，于8月26日被送往维修站，随即被枪杀。
在一项西德调查过程中，一个犹太证人指认党卫队别动支队司令赫尔曼·沙佩尔指挥了枪决。
大约150名犹太人设法逃脱了大屠杀，但大多数人被移交给德国人或被波兰人杀害。还有些人到达了比亚韦斯托克隔都，随即遭遇了和那里的犹太人一样的境遇。

## 纪念
在屠杀地点现场有四座纪念碑。第一座是共产主义时代的波兰纪念碑，没有提及犹太人。第二座和第三座是美国犹太人建立的。第四座由于亚伯拉罕·卡皮斯（Abraham Kapice）的努力而得以建立，呈大卫之星的形状；铭文以希伯来文书写，以便以色列的学童能够阅读。